# Palác Hatice Sultan
Palác Hatice Sultan (turecky: Hatice Sultan Yalısı) se nachází na pobřeží Bosporu v Ortaköy v sousedství Istanbulu v Turecku. Jméno získal po své majitelce Hatice Sultan a dnes je užíván jako budova pro vodní sporty. 
Rezidence v Defterdarburnu v Ortaköy byla používána jako sirotčinec a po rozpadu Osmanské říše sloužila jako základní škola sponzorována Tureckou republikou. 